# Partito Bosniaco
Il Partito Bosniaco (in bosniaco: Bosanska Stranka, BOSS) è un partito politico di sinistra populista della Bosnia ed Erzegovina fondato nel 1994.

## Storia
Nel 1998 vinse al ballottaggio un seggio all'interno della Camera dei rappresentanti della Federazione di Bosnia ed Erzegovina; alle successive elezioni nel 2000 vinse due seggi alla Camera, che divennero tre nel 2002. Nello stesso anno conquistò l'1,5% dei voti e un seggio nella Camera dei rappresentanti della Bosnia ed Erzegovina.
Alle elezioni del 2006 si presentò in coalizione con l'Unione Socialdemocratica di Bosnia ed Erzegovina (SDU), sotto il nome di Patriotski Blok BOSS-SDU BiH. Con questa formazione vinsero tre seggi alla Camera della Federazione e un seggio alla Camera dei popoli della Federazione di Bosnia ed Erzegovina, ma non riuscirono ad ottenere nessun seggio a livello nazionale.

## Risultati elettorali
| Elezione          | Elezione                       | Voti   | %    | Seggi   |
| ----------------- | ------------------------------ | ------ | ---- | ------- |
| Parlamentari 1998 | Camera dei rappresentanti BiH  | 17.075 | 0,99 | 0 / 42  |
| Parlamentari 1998 | Camera dei rappresentanti FBiH | 9.427  | 1,02 | 1 / 140 |
| Parlamentari 2000 | Camera dei rappresentanti FBiH | 9.439  | 1,09 | 2 / 140 |
| Parlamentari 2002 | Camera dei rappresentanti BiH  | 18.868 | 1,54 | 1 / 42  |
| Parlamentari 2002 | Camera dei rappresentanti FBiH | 20.188 | 2,81 | 3 / 98  |
| Parlamentari 2006 | Camera dei rappresentanti BiH  | 23.767 | 1,68 | 0 / 42  |
| Parlamentari 2006 | Camera dei rappresentanti FBiH | 27.200 | 3,17 | 3 / 98  |
| Parlamentari 2010 | Camera dei rappresentanti BiH  | 19.441 | 1,18 | 0 / 42  |
| Parlamentari 2010 | Camera dei rappresentanti FBiH | 14.592 | 1,43 | 0 / 98  |
| Parlamentari 2014 | Camera dei rappresentanti BiH  | 7.518  | 0,76 | 0 / 42  |
| Parlamentari 2014 | Camera dei rappresentanti FBiH | 6.162  | 0,62 | 0 / 98  |
| Parlamentari 2018 | Camera dei rappresentanti BiH  | 5.771  | 0,35 | 0 / 42  |
| Parlamentari 2018 | Camera dei rappresentanti FBiH | 7.092  | 0,71 | 0 / 98  |
| Parlamentari 2022 | Camera dei rappresentanti BiH  | 13.576 | 1,39 | 0 / 42  |
| Parlamentari 2022 | Camera dei rappresentanti FBiH | 17.722 | 1,83 | 0 / 98  |
| 1.                |                                |        |      |         |

| Elezione (comunità bosgnacca) | Candidato          | Voti   | %    | Esito                |
| ----------------------------- | ------------------ | ------ | ---- | -------------------- |
| Presidenziali 1998            | Hajrija Rahmanović | 7.694  | 1,31 | ❌ Non eletta/o (4º) |
| Presidenziali 2002            | Faruk Balijagić    | 9.650  | 1,87 | ❌ Non eletta/o (5º) |
| Presidenziali 2006            | Mirnes Ajanović    | 45.608 | 8,17 | ❌ Non eletta/o (3º) |
| Presidenziali 2010            | Izudin Kešetović   | 4.228  | 0,91 | ❌ Non eletta/o (8º) |
| 1.                            |                    |        |      |                      |